# IC 4285
IC 4285 је спирална галаксија у сазвјежђу Ловачки пси која се налази на листи објеката дубоког неба у Индекс каталогу.
Деклинација објекта је + 46° 49' 19" а ректасцензија 13h 31m 45,5s. Привидна величина (магнитуда) објекта IC 4285 износи 16,7 а фотографска магнитуда 17,5.